# Regierung Thorn
Die Regierung Thorn war vom 24. Februar 1916 bis 18. Juni 1917 die Regierung im Großherzogtum Luxemburg, die von Staatsminister Victor Thorn gebildet wurde.
Nach dem Rücktritt der Regierung Loutsch gelang es Victor Thorn erst nach einem Monat eine Regierung der nationalen Einheit zu bilden. Diese bestand aus zwei Ministern der Liberalen (Thorn und Moutrier), zwei Ministern der Katholisch-Konservativen (Kauffman und Lefort) und einem Sozialisten (Welter). Die Bildung dieser Regierung brach mit der bisherigen Politik des Linksblocks (Liberale und Sozialisten), die darauf abzielte, die Konservativen von der Macht auszuschließen. Einer der Hauptverteidiger dieser politischen Kursänderung war der Sozialist Michel Welter, der vor der Abgeordnetenkammer erklärte: Wenn Sie also eine Regierung wollen, die handelt und handlungsfähig ist, […] dann müssen sich alle Parteien hinter diese Regierung stellen.
Die Hauptaufgabe der Regierung war es die Versorgungsprobleme der Bevölkerung zu lösen. Durch den Ersten Weltkrieg war es unmöglich, Nahrungsmittel zu importieren, um die Defizite der nationalen Produktion auszugleichen. Die Inflation sollte eingedämmt werden durch die Einführung von Höchstpreisen und Rationierungen, die per Dekret verhängt wurden. Dies führte allerdings zur Entwicklung eines florierenden Schwarzmarkts, der die Spannungen zwischen den unter dem Mangel leidenden Städten und dem Land, auf dem die Bauern von den steigenden Preisen profitierten, verstärkte.
Der Kaufkraftverlust und die Zunahme der allgemeinen Lebenshaltungskosten zwangen die Regierung, Beamten und Angestellten eine Teuerungszulage zu gewähren.
Die bleibende Unzufriedenheit drängte die Arbeiter schließlich dazu, sich in Gewerkschaften zu organisieren. Im September 1916 wurden in Esch an der Alzette und der Hauptstadt schließlich die ersten Gewerkschaften der Stahlindustrie gegründet (Luxemburger Berg- und Hüttenarbeiterverband (LBHAV) und Luxemburger Metallarbeiterverband (LMAV)). Im Juni 1917 kam es zu einem Massenstreik im Bergbaugebiet, der durch das Eingreifen deutscher Truppen beendet wurde.
Die Regierung Thorn verlor mehr und mehr die Kontrolle über die Lage, sodass die Kammer am 22. Dezember 1916 mit überwältigender Mehrheit dem für Versorgungsfragen zuständen Generaldirektor für Landwirtschaft, Michel Welter, das Misstrauen aussprach. Bei Nachwahlen im März und April 1917 im Kanton Esch an der Alzette wurden drei unabhängige Kandidaten gewählt, wodurch der Linksblock die Mehrheit in der Kammer verlor. Dadurch drohte das Land wieder unregierbar zu werden, sodass die Regierung Thorn zurücktrat.
Der Regierung Thorn gehörten folgende Kabinettsmitglieder an:

## Erste Regierung Thorn (24. Februar 1916 bis 3. Januar 1917)
| Amt                                     | Name           | Beginn der Amtszeit | Ende der Amtszeit | Partei | Partei |
| --------------------------------------- | -------------- | ------------------- | ----------------- | ------ | ------ |
| Staatsminister, Präsident der Regierung | Victor Thorn   | 24. Februar 1916    | 3. Januar 1917    |        | LL     |
| Auswärtige Angelegenheiten und Justiz   | Victor Thorn   | 24. Februar 1916    | 3. Januar 1917    |        | LL     |
| Inneres und öffentlicher Unterricht     | Léon Moutrier  | 24. Februar 1916    | 3. Januar 1917    |        | LL     |
| Finanzen                                | Léon Kauffman  | 24. Februar 1916    | 3. Januar 1917    |        | RP     |
| Landwirtschaft, Industrie und Handel    | Michel Welter  | 24. Februar 1916    | 3. Januar 1917    |        | SP     |
| öffentliche Arbeiten                    | Antoine Lefort | 24. Februar 1916    | 3. Januar 1917    |        | RP     |

## Zweite Regierung Thorn (3. Januar bis 18. Juni 1917)
| Amt                                     | Name           | Beginn der Amtszeit | Ende der Amtszeit | Partei | Partei |
| --------------------------------------- | -------------- | ------------------- | ----------------- | ------ | ------ |
| Staatsminister, Präsident der Regierung | Victor Thorn   | 3. Januar 1917      | 18. Juni 1917     |        | LL     |
| Auswärtige Angelegenheiten und Justiz   | Victor Thorn   | 3. Januar 1917      | 18. Juni 1917     |        | LL     |
| Inneres und öffentlicher Unterricht     | Léon Moutrier  | 3. Januar 1917      | 18. Juni 1917     |        | LL     |
| Finanzen                                | Léon Kauffman  | 3. Januar 1917      | 18. Juni 1917     |        | RP     |
| Landwirtschaft, Industrie und Handel    | Ernest Leclère | 3. Januar 1917      | 18. Juni 1917     |        | SP     |
| öffentliche Arbeiten                    | Antoine Lefort | 3. Januar 1917      | 18. Juni 1917     |        | RP     |